# Vattenfall (företag)
Vattenfall AB är ett energiföretag som är helägt av svenska staten. Företaget är producent av elektrisk energi, fjärrvärmeleverantör samt elnätsägare genom dotterbolaget Vattenfall Eldistribution AB.
Vattenfalls huvudkontor ligger sedan 2012 i Arenastaden i Solna.

## Historik

### Affärsverk
Statens vattenfallsverk, tidigare Kungliga Vattenfallsstyrelsen, var 1909–1992 ett svenskt statligt affärsverk.
Kungliga Vattenfallsstyrelsen bildades ur Trollhätte kanal- och vattenverk år 1909 efter ett riksdagsbeslut. De första vattenkraftverken låg i Trollhättan (Olidan 1910) i Göta älv, Porjus (1915) i Lule älv och Älvkarleby (1915) i Dalälven.
Vattenfall levererade i början främst energi till järnvägen och industrin. Hushållselkunderna var relativt få på grund av de höga elpriserna.
Från mitten av 1930-talet ökade elförbrukningen i Sverige snabbt, vilket ledde till att många stora vattenkraftstationer byggdes i Norrland, bland annat Harsprånget (1951) i Lule älv. Samtidigt byggdes stamnätet ut för att möjliggöra överföring av stora mängder el från Norrland till mellersta och södra Sverige.
Som följd av en fortsatt ökning av elbehovet i landet startade under 1960- och 1970-talen planering och uppbyggnad av kärnkraft i Sverige. Det ledde till att totalt 12 reaktorer byggdes i landet vid Ringhals, Forsmark, Oskarshamn och Barsebäck. Vattenfall är idag huvudägare i kärnkraftverken Ringhals i Halland (fyra reaktorer) och Forsmark i Uppland (tre reaktorer).

#### Dala Djupgas
I början av 1980-talet intresserade sig företrädare för Vattenfall för den amerikanske astrofysikern Thomas Golds djupgasteorier. Dessa innebar att det skulle kunna finnas gasförekomster i Siljansringen i Dalarna, eftersom denna bildats av ett meteoritnedslag. Provborrningar i liten skala genomfördes 1984, och i början av 1985 bestämde sig Vattenfall för att genomföra borrningar till 5 kilometers djup, trots att Golds teorier inte hade något stöd av etablerade svenska geologer. Vattenfall skapade företaget Dala Djupgas för att kunna ta in extern finansiering till projektet. Vattenfall satsade 50 miljoner kronor och tog in 100 miljoner kronor från kommuner och näringslivet. Borrning inleddes i Gravberg utanför Orsa i juli 1986 och pågick med avbrott till april 1989. Mindre mängder av främst vätgas påträffades i Gravberg, men utgjordes av mindre gasfickor som inte var utvinningsbara. Vattenfall fick flera gånger nej från regeringen på begäran att skjuta till mer finansiering till Dala Djupgas. I februari 1990 såldes Vattenfalls aktier i Dala Djupgas till en kommersiell aktör.

### Bolagisering
Vattenfall AB bildades 1992 genom att affärsverket Vattenfall (Statens vattenfallsverk) ombildades till aktiebolag. Detta som en förberedelse för den europeiska avreglering av elmarknaden som genomfördes 1996. Vid samma tidpunkt bildades affärsverket Svenska Kraftnät som övertog stamnätet.
Vattenfalls huvudkontor ligger sedan 2012 i Arenastaden i Solna. Åren 1964–2012 låg huvudkontoret i Råcksta/Vällingby i Stockholm i en framtidsinriktad kontorsfastighet ritad av arkitekt Sven Danielson.
Efter avregleringen 1996 expanderade Vattenfall internationellt, framför allt i Norden, Tyskland och Polen, och bolaget äger idag ett stort antal kraftverk och kraftvärmeverk i Sverige, Tyskland och Nederländerna, en marknad som tillkom genom förvärvet av Nuon 2009 (namnändrat till Vattenfall 2019). 
I Sverige står kärnkraft och vattenkraft för den största delen av företagets elproduktion, medan Vattenfalls elproduktionen i Tyskland framför allt är baserad på vindkraft och pumpvattenkraft, i Nederländerna på gas och vindkraft och i Storbritannien är elproduktionen baserad på vindkraft. Värmeverksamheten i Berlin, med bland annat ett tiotal storskaliga värme- och elproducerande kraftvärmeverk med stenkol och gas som bränsle, såldes 2023 till delstaten Berlin.
År 2010 påbörjade Vattenfall en strategisk omställning till en hållbar energiportfölj med en stor internationell satsning på vindkraft, framför allt i Storbritannien, Tyskland och Danmark. Samtidigt startade en ekonomisk konsolideringsperiod, vilket innebar att verksamheten i Polen såldes 2011 och de kolbaserade kraftverken i Danmark såldes fram till 2015. Hösten 2016 såldes även den omfattande tyska brunkolsverksamheten med mer än 8 000 medarbetare till tjeckiska EPH Group och PPF Investments. 
Sjunkande elpriser gjorde att värdet på tillgångar inom framför allt fossilbaserad produktion minskade, vilket ledde till nedskrivningar på mer än 160 miljarder kronor och att företaget redovisade förlust under åren 2013–2016. 
Efter en mångårig satsning på vindkraft är Vattenfall idag en av de största aktörerna i världen inom havsbaserad vindkraft och även en stor aktör på landbaserad vindkraft. Startskottet inom havsbaserad vindkraft var Lillgrund (2008) i Öresund, den dittills största enskilda satsningen på vindkraft i Sverige.
I början av 2019 hade företaget totalt mer än 1 100 vindkraftverk. Företagets största vindkraftverk i början av 2024 är: Hollandse Kust Zuid (NL, 1500 MW), Kriegers Flak (DK, 605 MW), Horns Rev 3 (DK, 406 MW), Thanet (GB, 300 MW), Sandbank (GER, 288 MW) och DanTysk (GER, 288 MW). Den danska havsbaserade vindkraftparken Kriegers Flak togs i drift 2021.[uppföljning saknas]
Vattenfalls styrelse utsåg Øystein Løseth till ny VD 15 november 2009 på ett extra styrelsemöte. Han tillträde som VD och koncernchef före sommaren 2010 när Lars G Josefsson gick i pension. Magnus Hall, med förflutet från Holmen, var VD för Vattenfall från 1 oktober 2014 till 31 oktober 2020. . Den 1 november 2020 tillträdde Anna Borg, med ett långt förflutet inom Vattenfall, som VD och koncernchef för bolaget.

### Nuonaffären
År 2009 köpte Vattenfall det nederländska företaget Nuon, vilket gjorde Vattenfall till ett av Europas största energibolag. Vattenfall betalade 89 miljarder för Nuon, den största kontantaffären i Sveriges historia. Affären har kritiserats och bland annat kallats Sveriges sämsta affär – någonsin. Köpet orsakade en politisk storm när det 2013 stod klart att förvärvet var ett fiasko som redan kostat 37,5 miljarder kronor, och VD fick avgå.
När politiskt ansvar skulle utkrävas, hävdade dåvarande statsminister Fredrik Reinfeldt först att frågan var "helt hänvisad till ansvarigt statsråd" och försökte lägga skulden på näringsminister Maud Olofsson, som då sedan ett par år varit borta från politiken, och Per Bolund (mp) KU-anmälde Olofsson för hennes hantering av affären. Senare kunde TV4 publicera ett internt dokument som visade att statsministern godkänt affären och diskuterade Nuon med övriga partiledare i Alliansen den 11 februari 2009. Någon oberoende granskningskommission har inte tillsatts.

### Kritik mot kolkraftverksinnehav i Tyskland

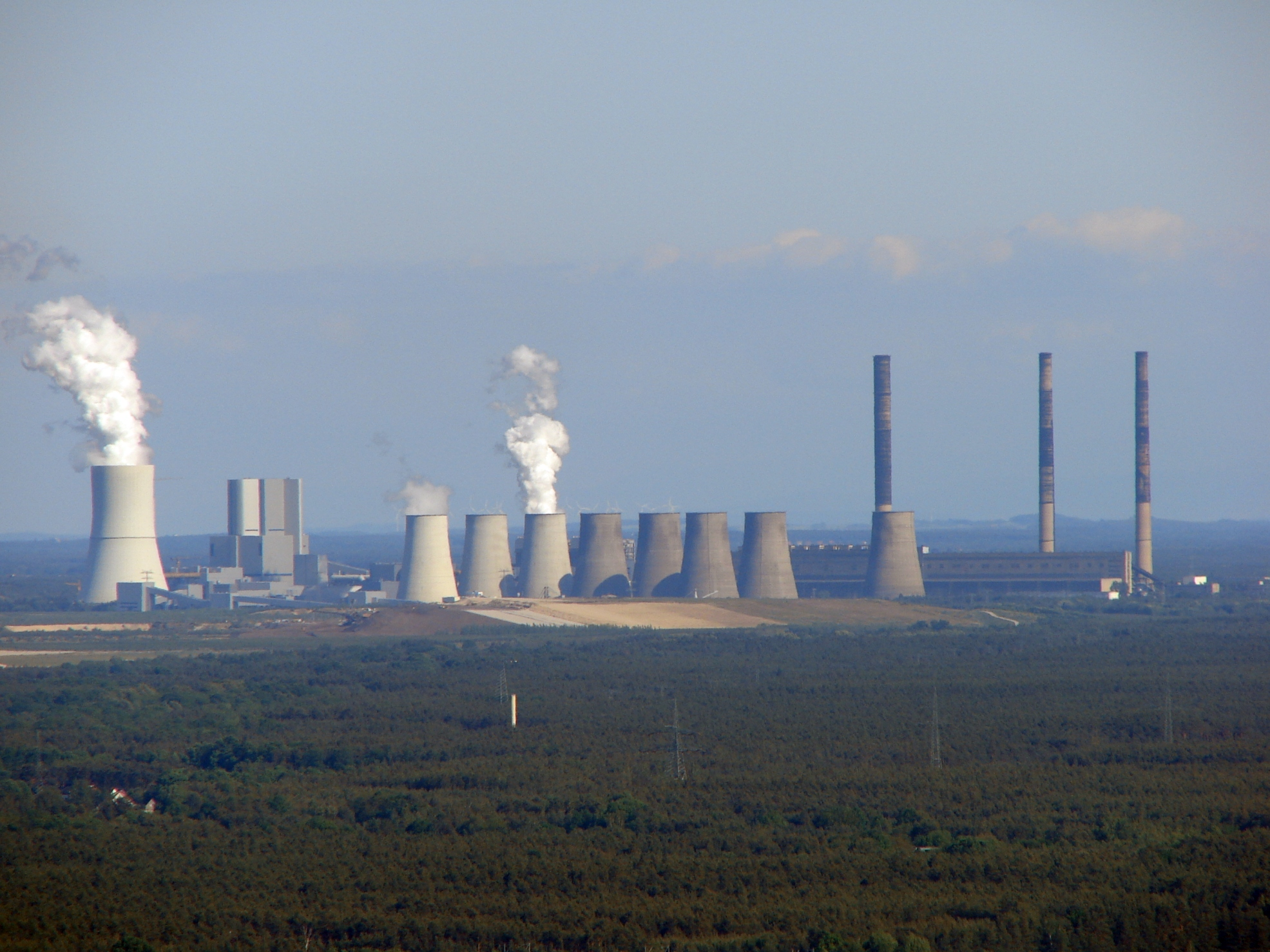
Vattenfalls tidigare kraftverk i Boxberg i Tyskland. Drivs idag av LEAG.

Vattenfall AB har fått mycket kritik på grund av engagemanget i tysk kolkraft. På Världsnaturfondens "Dirty Thirty"-lista över de trettio största utsläpparna av koldioxid i Europa innehar Vattenfall AB fyra platser. Vattenfall vann den nedlåtande utmärkelsen 'världens värsta hycklare' genom den internationella Climate Greenwash Awards 2009. År 2014 protesterade bland annat en rad svenska artister mot Vattenfalls planer, med den svenska regeringens stöd, på fem nya brunkolsgruvor i Tyskland. Kritiken avsåg att koldioxid, svavel och kväve släpps ut, byar måste flyttas, landskap förändras samt att Vattenfall har lagt planerna på hyllan att avskilja koldioxiden och gräva ned den. Efter en strategisk översyn såldes brunkolsverksamheten 2016, se ovan. År 2015 och 2016 ockuperades två olika kolgruvor av miljöaktivister, den ena ägd av Vattenfall. Den ena kolgruvan, ägd av RWE, ligger i Rhenlandet i västra Tyskland medan den andra, som tidigare äges av Vattenfall, ligger i Lausitz, östra Tyskland. Båda åren lyckades man tillfälligt stänga ner kolkraftverken och flertalet aktivister blev arresterade.

## Kraftverk ägda av Vattenfall (urval)

### Kolkraft
Vattenfall sålde i slutet av 2023 värmeverksamheten i Berlin till delstaten Berlin. Försäljningen omfattade hela värmeverksamheten, vilket omfattar fjärrvärmenätet och tio storskaliga kraftvärmeverk, inklusive två stenkolseldade kraftvärmeverk. Därmed har Vattenfall inga kolkraftverk kvar i sin produktionsportfölj. Det koleldade kraftvärmeverket Moorburg i Hamburg lades ner i slutet av 2020. Vattenfalls sista stenkolskraftverk i Nederländerna, Hemweg 8, lades ner i slutet av 2019. Brunkolsverksamheten i Lausitz såldes 2016 till tjeckiska energiföretaget EPH och PPF Investment.

### Vattenkraft
- Olidan, Trollhättan
- Harsprånget, Jokkmokks kommun
- Hojum, Trollhättan
- Lilla Edets kraftverk, Lilla Edet
- Stornorrfors, Umeå kommun
- Vargöns kraftverk, Vargön

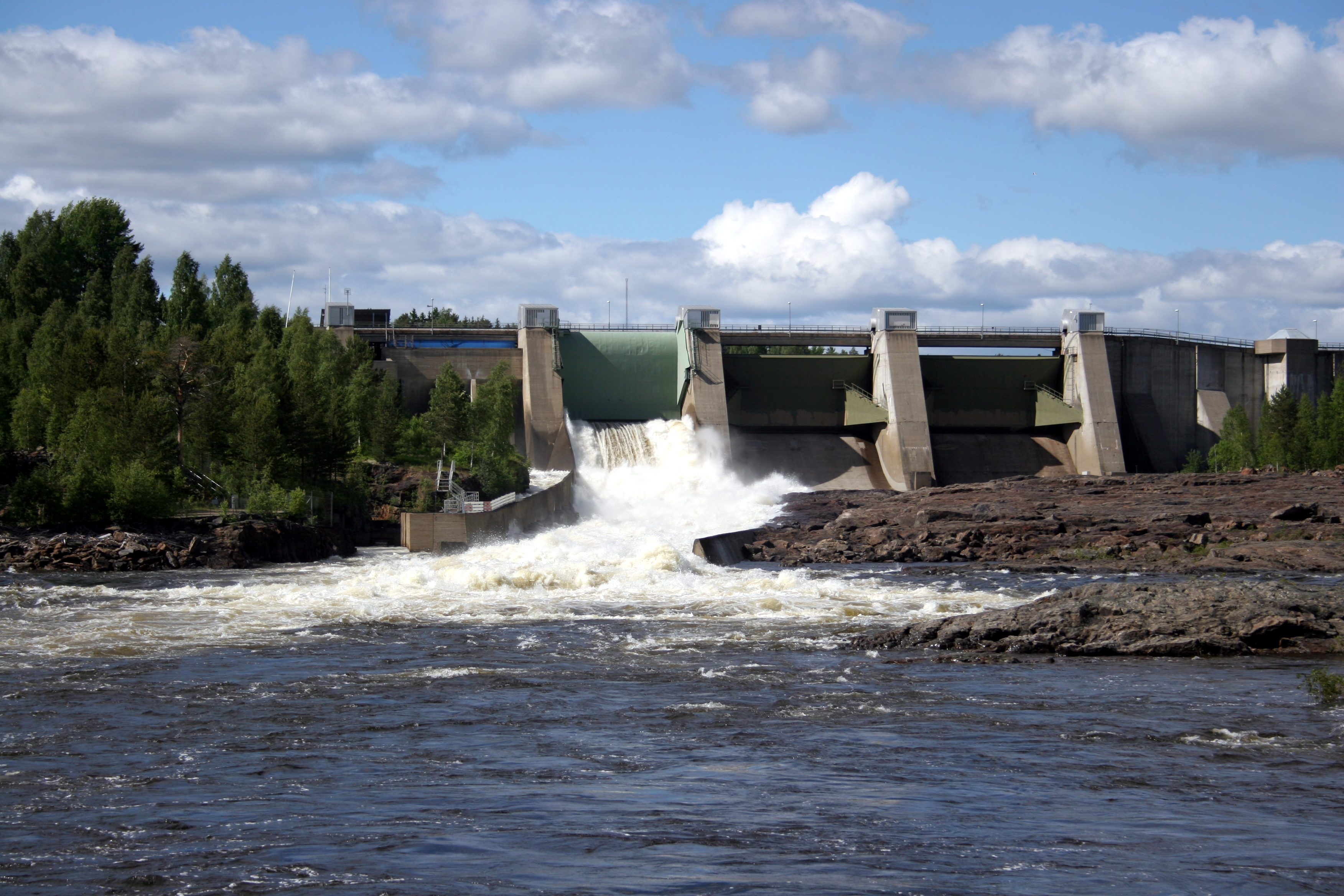
Vattenfalls kraftverk i Stornorrfors, Umeå

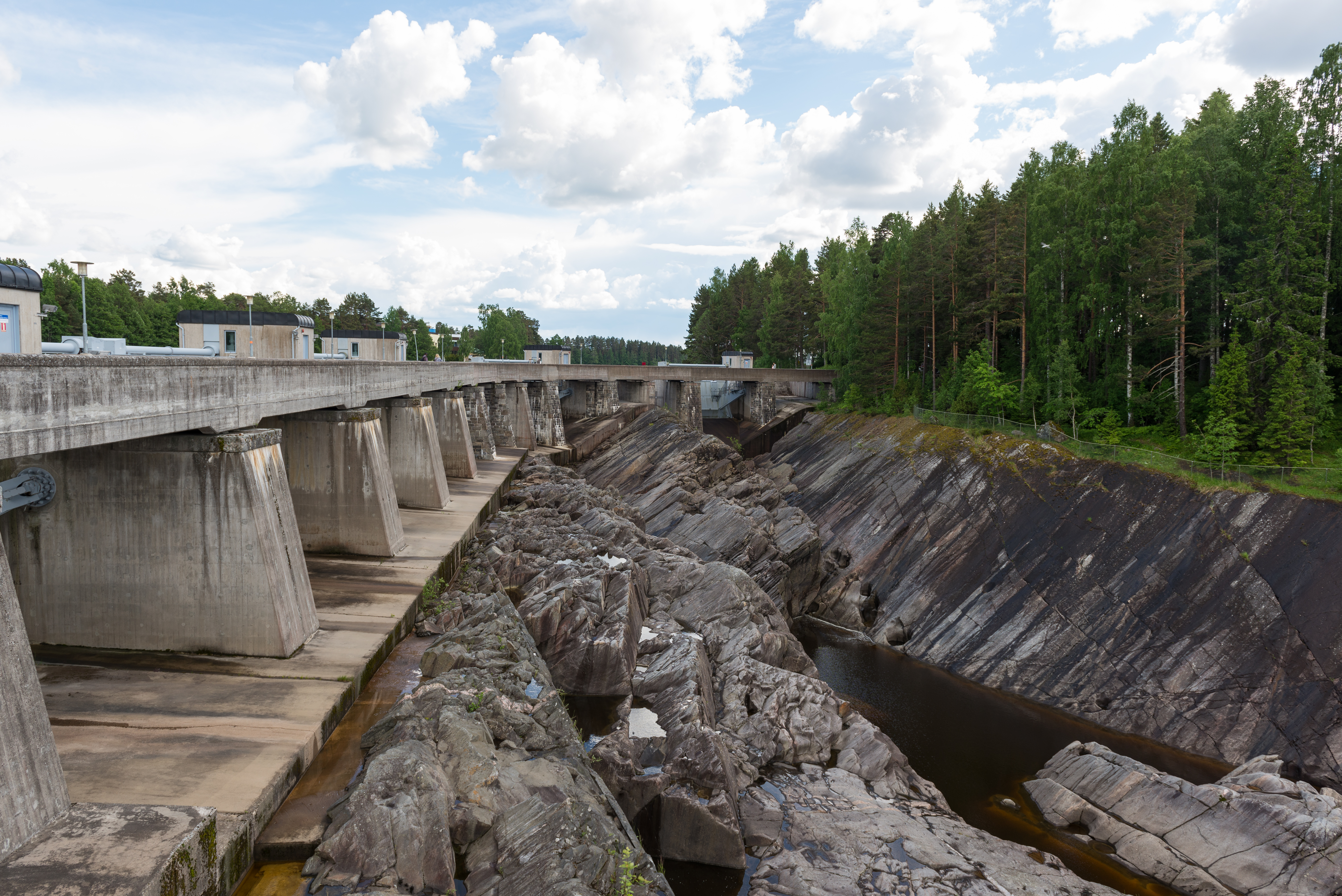
Älvkarleby kraftverk

- Nämforsens kraftverk, Sollefteå kommun
- Porjus kraftverk, Jokkmokks kommun
- Älvkarleby kraftverk, Älvkarleby kommun
- Bastusel kraftverk, Malå kommun
- Gallejaur kraftverk, Norsjö kommun
- Vargfors kraftverk, Norsjö kommun

### Vindkraft
- Lillgrund, Sverige
- Blakliden Fäbodbergets vindkraftpark, Sverige
- Näsudden, Sverige
- Thanet, Storbritannien
- Kentish Flats, Storbritannien
- DanTysk, Tyskland
- Sandbank, Tyskland
- Horns Rev, Danmark
- Kriegers Flak, Danmark
- Hollandse Kust Zuid, Nederländerna

### Kärnkraft
- Forsmarks kärnkraftverk (Forsmarks kärnkraftverk ägs av Forsmarks Kraftgrupp Aktiebolag, som i sin tur ägs av Vattenfall AB till 66 %), Östhammars kommun
- Ringhals kärnkraftverk (Vattenfall AB 70,4 % och Unipers[21] dotterbolag Sydkraft Nuclear Power AB 29,6 %).[22], Varbergs kommun
- Brunsbüttel kärnkraftverk (nedlagt) (66,7 % ägs av Vattenfall och 33,3 % av EON), Schleswig-Holstein, Tyskland
- Krümmel kärnkraftverk (nedlagt) (50 % ägs av Vattenfall och 50 % av EON), Schleswig-Holstein, Tyskland

## Samarbete med högskolor och universitet
Vattenfall har sedan lång tid tillbaks ett nära samarbete med många universitet och högskolor, främst i Sverige men även i flera av de andra länder där företaget är verksamt. Företaget ingår bland annat, som ett av totalt 11 olika företag eller organisationer, i ett strategiskt partnerskap med KTH. Detta partnerskap fokuserar både på forskning och utbildning. Utöver detta bedrivs gemensamma forskningsprojekt med flertalet av de större svenska tekniska universiteten och högskolorna, bl.a. Luleå tekniska universitet, Uppsala universitet, Chalmers tekniska högskola och Lunds universitet.